# زانکت اوسوالد اوب آیبیسوالد
زانکت اوسوالد اوب آیبیسوالد (به آلمانی: Sankt Oswald ob Eibiswald) یک منطقهٔ مسکونی در اتریش است که در دویچلندسبرگ واقع شده‌است. زانکت اوسوالد اوب آیبیسوالد ۲۲٫۴۳ کیلومتر مربع مساحت دارد ۷۴۷ متر بالاتر از سطح دریا واقع شده‌است.